# ديف كامبل (لاعب كرة قاعدة أمريكي)
ديف كامبل (بالإنجليزية: Dave Campbell)‏ هو لاعب كرة قاعدة أمريكي، ولد في 14 يناير 1942 في مانيستي في الولايات المتحدة.

## وصلات خارجية
- ديف كامبل (لاعب كرة قاعدة أمريكي) على موقعبيزبول رفرنس.كوم (الدوري الرئيسي) (الإنجليزية)
- ديف كامبل (لاعب كرة قاعدة أمريكي) على موقعبيزبول رفرنس.كوم (الدوري الثانوي) (الإنجليزية)
- ديف كامبل (لاعب كرة قاعدة أمريكي) على موقع جمعية أبحاث البيسبول الأمريكية (الإنجليزية)